# Agrostis calderoniae
Agrostis calderoniae là một loài thực vật có hoa trong họ Hòa thảo. Loài này được Acosta mô tả khoa học đầu tiên năm 1987.